# Rio Grande (América do Norte)
O rio Grande é um dos maiores rios da América do Norte. Nasce nas montanhas San Juan, no estado americano do Colorado, banha o estado do Novo México e, a partir de El Paso, no Texas, serve de fronteira natural entre os Estados Unidos e o México, onde é conhecido como rio Bravo del Norte. Com 3 000 km de extensão, é o quinto mais longo da América do Norte, e o 20.º mais longo do mundo.
O rio é utilizado por muitos imigrantes que, com a ajuda de "coiotes", passam ilegalmente para os Estados Unidos.

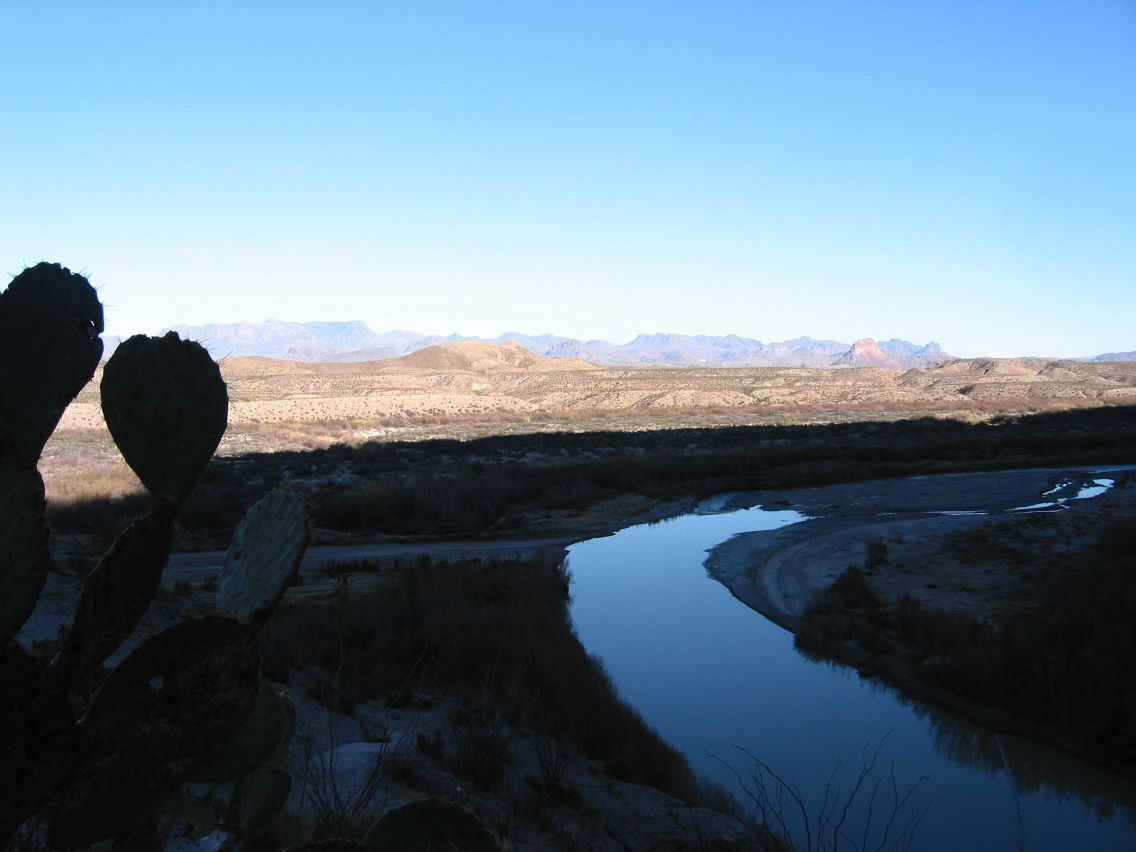
O rio Grande na fronteira EUA-México
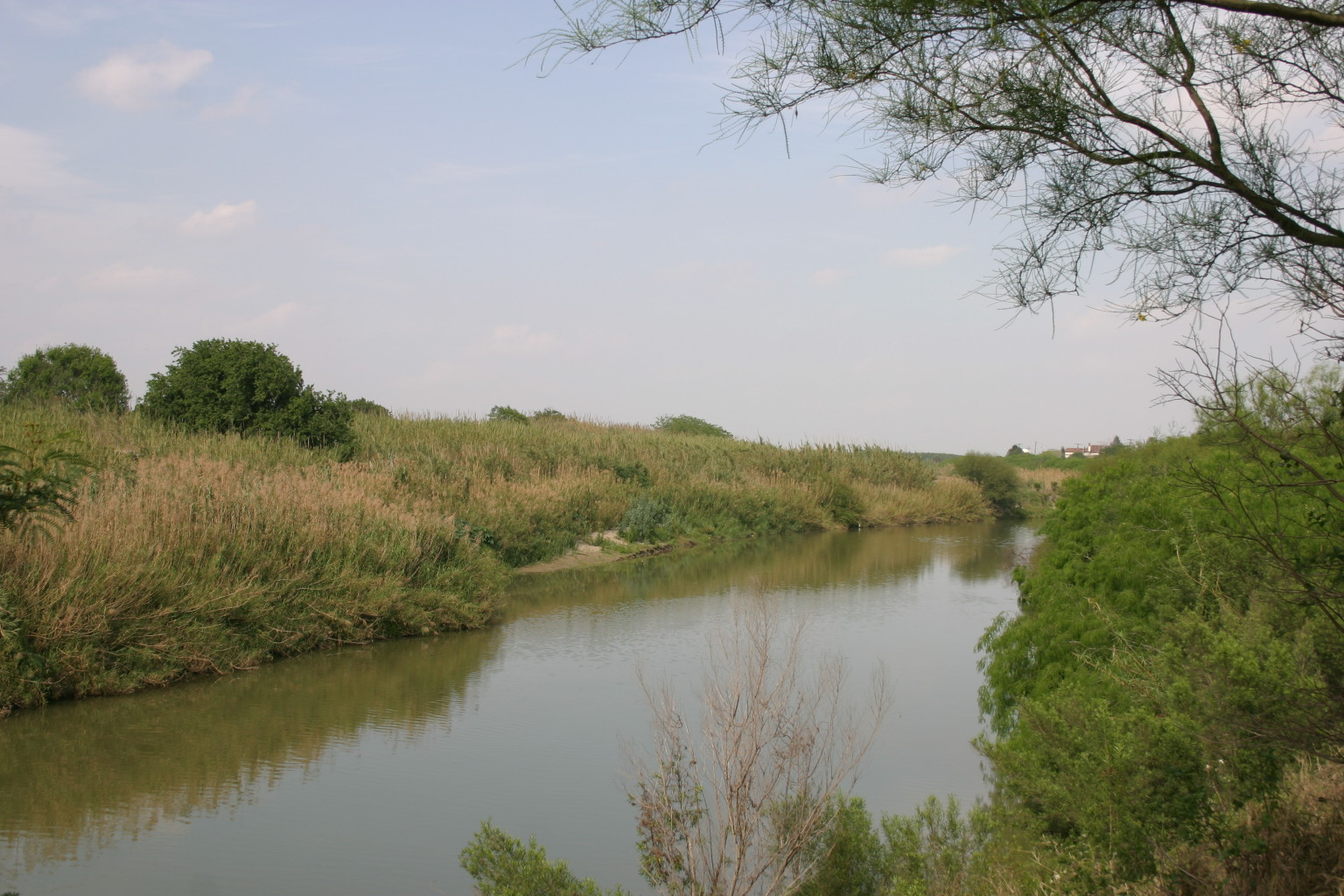
O rio Grande entre Matamoros e Brownsville (Texas)